# Tusitala guineensis
Tusitala guineensis là một loài nhện trong họ Salticidae.
Loài này thuộc chi Tusitala. Tusitala guineensis được Lucien Berland & Millot miêu tả năm 1941.